# Sybra mediovittata
Sybra mediovittata là một loài bọ cánh cứng trong họ Cerambycidae.